# Rupert Fuchs
Rupert Fuchs (1892 v Nových Hamrech – 1962 v Überlingenu u Bodamského jezera) byl fotograf – krajinář západního Krušnohoří.

## Život
Po ukončení školní docházky v Nových Hamrech získal v Nejdku vzdělání fotografa, po jehož ukončení byl povolán do vojenské služby. Po 1. světové válce krátce pracoval ve Vídni a pak se vrátil zpět do své rodné obce u hřebenů Krušných hor. Zde našel odvahu se samostatně etablovat jak portrétní a krajinářský fotograf.
V roce 1920 se oženil s Annou Fladerer, která mu pomáhala v jeho fotografické profesi. Narodily se jim tři dcery, Katharina Jacobs, Susanne Jungwirth a Elisabeth Fuchs-Hauffen. Poslední jmenovaná zveřejnila v roce 1985 vlastním nákladem knihu vzpomínek „Daham im Erzgebirg“ (česky – „doma v Krušných horách“) s fotografiemi jejího otce z let 1920-1935.
Po roce 1945 musel Rupert Fuchs opustit i se svou rodinou Nové Hamry a usadil se v bavorském městě Hauzenberg. Nejprve se ještě věnoval fotografování na německé straně Šumavy (Bayerischer Wald) a psaní kroniky Nových Hamrů, která byla částečně vydána tiskem, ale z důvodu podlomeného zdraví strávil podzim svého života v Überlingenu u Bodamského jezera, kde je také se svou manželkou pochován na horním hřbitově. 

## Dílo
Rupertem Fuchsem ručně tištěné fotografické pohlednice s více než 2000 krajinářskými motivy byly v západním Krušnohoří velice známé. Dnes tyto pohlednice dokumentují stav krajiny před odsunem německého obyvatelstva a nástin mnoha obcí a osad v pohraničí.